# Most w Kuryłówce
Most w Kuryłówce – most drogowy przez rzekę San w Kuryłówce, w województwie podkarpackim, w ciągu drogi wojewódzkiej nr 877.

## Historia
W czasie I wojny światowej, zaczęto budować pierwsze drewniane mosty. Było ich kilka, nie wszystkie zostały zbudowane do końca, ale każda ze stron walczących bardzo się starała i śpieszyła z ich wykonaniem. Po zakończeniu działań wojennych na tym terenie wycofujące się wojska niszczyły nowo zbudowany most. 23 września 1926 roku w Sejmie miała miejsce interpelacja, która zapoczątkowała budowę mostu. 21 marca 1936 r. most został oddany do użytku. 13.09.1939 r. został wysadzony przez wycofujące się za San wojska polskie. W 1941 r. Niemcy przed inwazją na Związek Radziecki odbudowali most z wykorzystaniem istniejących betonowych podpór mostu przedwojennego i jednego ocalałego przęsła. W 1954 r. zbudowano ponownie trwały most (poprzedni zbudowany przez Niemców był prawie cały drewniany i w wyniku powodzi w październiku 1941 r. zawalił się.
Obecna konstrukcja (stalowa zespolona), wybudowana w 1993 roku ma długość 267 m; szerokość: 11,22 m; max rozpiętość: 42,27 m.
Przez most przebiega szlak turystyczny (żółty) z Sandomierza do Leżajska. 22.07.1958 r. był celem spływu kajakowego Karola Wojtyły (skąd udał się do pobliskiego Leżajska). Trzykrotnie (4.09.1993, 18.09.2008 i 5.08.2009) przejeżdżał wyścig kolarski Tour de Pologne.